# Бессараби
Бессара́би —  село в Україні, у Великосорочинській сільській громаді Миргородського району Полтавської області. Населення становить 108 осіб. Колишній орган місцевого самоврядування — Солонцівська сільська рада.

## Географія
Село Бессараби витягнуто на 4 км уздовж великого болота урочище Солонці. На відстані 1 км розташовані села Солонці та Коптів.

## Населення

### Мова
Розподіл населення за рідною мовою за даними перепису 2001 року:
| Мова       | Кількість | Відсоток |
| ---------- | --------- | -------- |
| українська | 104       | 96.3%    |
| російська  | 4         | 3.7%     |
| Усього     | 108       | 100%     |

## Історія
Бесараби згадується у серед. ХІХ с. В 1900 р. йменувався як «Басараба». На 1910 р. Сорочинської волості, мав 7 господарств, 50 душ і 54 десятини землі. В 1926 р. входив до складу Солонцівської сільської ради, 40 господарств, 247 жителів. В 30-х рр. ХХ ст. землі обробляв колгосп «Перемога». В 1993 р. – 62 двори, 128 жителів. В 2006 р. – 51 двір, 87 жителів.